# Dijon-Auxonne-Dijon
Dijon-Auxonne-Dijon est une course cycliste disputée tous les ans au mois d'avril. Elle fait partie du calendrier de la Fédération française de cyclisme en catégorie élite nationale. Comme son nom l'indique, cette course a lieu chaque année entre Dijon et Auxonne. L'édition 2012 marquait la 100e édition.
Classique historique et réputée du calendrier national, elle se tient depuis 1899. Il s'agit de la plus ancienne épreuve amateur encore organisée de nos jours en France. De 1940 à 1943, elle est interrompue en raison de la Seconde Guerre mondiale.

## Palmarès
| Année     | Vainqueur                                           | Deuxième               | Troisième                       |
| --------- | --------------------------------------------------- | ---------------------- | ------------------------------- |
| 1899      | Pierre Nedey                                        | Lucien Charlot         | Chautard                        |
| 1900      | Louis Sirugue                                       | Charton                | Lebaut                          |
| 1901      | H. Pommier                                          | Victor Lefèvre         |                                 |
| 1902      | Pierre Nedey                                        |                        |                                 |
| 1903      | Victor Lejeune                                      |                        |                                 |
| 1904      | Victor Lejeune                                      | Fernand Chevalier      | Fort                            |
| 1905      | Victor Lejeune                                      |                        |                                 |
| 1906      | Alfred Mortellier                                   |                        |                                 |
| 1907      | Alfred Mortellier                                   |                        |                                 |
| 1908      | Louis Mugnier                                       |                        |                                 |
| 1909      | Paul Langard                                        |                        |                                 |
| 1910-1920 | ?                                                   |                        |                                 |
| 1921      | Arsène Pain                                         | Roger Garreau          | Charobonnier                    |
| 1922      | Louis Sansay                                        | Émile Bard             | Lucien Munier                   |
| 1923      | Lucien Juy                                          |                        |                                 |
| 1924      | Édouard Persin                                      | Joseph Marchionatti    | Georges Bott                    |
| 1925      | Léon Fichot                                         | Picory                 | Charles Louis                   |
| 1926      | Arnoux                                              | Guillot                | Léon Fichot                     |
| 1927      | Léon Fichot                                         | Arnoux                 | Gabriel Bompy                   |
| 1928      | Gabriel Bompy                                       | Léon Cortot            | Auguste Poulot                  |
| 1929      | Roger Colinet                                       | Gabriel Bompy          | Auguste Poulot                  |
| 1930      | Georges Germain                                     | Maurice Archambaud     | Jean Colotte                    |
| 1931      | Pierre Carayon                                      | Georges Germain        | Albert Darbois                  |
| 1932      | Raymond Bocquet                                     | Gabriel Bompy          | Léon Cortot                     |
| 1933      | Raymond Bocquet                                     | Lazare Venot           | Jean Collotte                   |
| 1934      | Raymond Bocquet                                     | Beghim                 | Georges Germain                 |
| 1935      | Léon Fichot                                         | Georges Royer          | Raymond Bocquet                 |
| 1936      | Julien Métral                                       | Jean Collotte          | Victor Delaunay                 |
| 1937      | Jean Paulin                                         | Sudet                  | Alphonse Caviotto               |
| 1938      | Roger Chambrette                                    | Christian Morizot      | Bernard Seguin                  |
| 1939      | Georges Royer                                       | Jean Paulin            | Raymond Bocquet                 |
| 1940-1943 | non disputé en raison de la Seconde Guerre mondiale |                        |                                 |
| 1944      | Paul Ernest                                         |                        |                                 |
| 1945      | Pierre Rouget                                       | Debief                 | Bonin                           |
| 1946      | Henri Bernard                                       | Jacky Gibassier        | Roger Chambrette                |
| 1947      | Georges Dautel                                      | Robert Auclerc         | Michel Sanchez                  |
| 1948      | Amelio Lavina                                       | Jean Paulin            | Lucien Charlot                  |
| 1949      | Amelio Lavina                                       | Jean Paulin            | Adolphe Deledda                 |
| 1950      | Henri Chaumet                                       | Antonin Pittet         | Casimir Lukaszewski             |
| 1951      | Georges Dautel                                      | Guy Toitot             | Jacques Parrot                  |
| 1952      | René Navoret                                        | René Ostertag          | Raymond Carteret                |
| 1953      | René Ostertag                                       | Yves Orgelot           | Christian Carrière              |
| 1954      | René Navoret                                        | Henri Gremeaux         | Yves Orgelot                    |
| 1955      | Raymond Carteret                                    | Georges Dautel         | Robert Queux                    |
| 1956      | Christian Carrière                                  | André Duval            | Georges Dautel                  |
| 1957      | Lionel Matthieu                                     | René Urbain            | Jean Poinsotte                  |
| 1958      | Henri Guillier                                      | René Urbain            | Yvan Ramella                    |
| 1959      | Jean-Pierre Tréguer                                 | Michel Bonnin          | Guy Toitot                      |
| 1960      | Norman Sheil                                        | Henri Guillier         | Jean-Pierre Tréguer             |
| 1961      | Yvan Ramella                                        | Georges Zellevègre     | Michel Bonnin                   |
| 1962      | Abel Le Dudal                                       | Michel Bon             | René Spada                      |
| 1963      | Bernard Hergott                                     | René Spada             | Michel Mairet Jean-Louis Raviot |
| 1964      | Bernard Sirot                                       | Michel Mairet          | Michel Laurent                  |
| 1965      | René Grelin                                         | Louis Nicolas          | Jean-Pierre Puccianti           |
| 1966      | Michel Bon                                          | René Grelin            | Jean-Marie Buffet               |
| 1967      | Michel Mairet                                       | Michel Bon             | André Gollinucci                |
| 1968      | Michel Mairet                                       | Gilles Fedoroff        | Bernard Darmet                  |
| 1969      | André Gollinucci                                    | Michel Mairet          | Jacques Baudoin                 |
| 1970      | Bernard Janson                                      | Jean-Pierre Boulard    | Robert Fuhrel                   |
| 1971      | Charles Genthon                                     | Bernard Janson         | André Biard                     |
| 1972      | Serge Barle                                         | Joseph Vercellini      | Yves Bottazzi                   |
| 1973      | Roger Pelletier                                     | Serge Guillaume        | Serge Barle                     |
| 1974      | Patrick Busolini                                    | Jean-Pierre Mayda      | Roger Pelletier                 |
| 1975      | Claude Chabanel                                     | Renato Pastore         | Patrick Busolini                |
| 1976      | Joël Bernard                                        | Christian Poissenot    | Claude Chabanel                 |
| 1977      | Patrice Capurosso                                   | Michel Zuccarelli      | Gérard Colinelli                |
| 1978      | Vincent Brucci                                      | Dominique Rovet        | Gérard Dessertenne              |
| 1979      | Claude Chabanel                                     | Dominique Celle        | Daniel Cultru                   |
| 1980      | Alain Noars                                         | Étienne Néant          | Pascal Voisin                   |
| 1981      | Robert Cabot                                        | Régis Simon            | Alain Noars                     |
| 1982      | Malcolm Elliott                                     | Richard Skowronski     | Serge Cogne                     |
| 1983      | William Bonnet                                      | Hervé Deguyon          | Nicolas Sciboz                  |
| 1984      | Serge Farris                                        | Franck Grondin         | Vincent Brucci                  |
| 1985      | Jean-Yves Bulliat                                   | Alain Noars            | Alain Philibert                 |
| 1986      | annulée en raison de la neige                       |                        |                                 |
| 1987      | Philippe Guitard                                    | Daniel Guillon         | Alain Noars                     |
| 1988      | Jérôme Linais                                       | John Dalby             | Jean-Paul Garde                 |
| 1989      | Bruno Promonet                                      | Alain Noars            | Michel Lonchamp                 |
| 1990      | Hans Kindberg                                       | Régis Simon            | Raido Kodanipork                |
| 1991      | Ludovic Auger                                       | Josef Grochala         | Roul Fahlin                     |
| 1992      | Nicolaj Bo Larsen                                   | Ludovic Auger          | Ian Gilkes                      |
| 1993      | Ian Gilkes                                          | Matt Postle (en)       | Jérôme Delbove                  |
| 1994      | Pascal Giguet                                       | Florent Rommel         | Marc Thévenin                   |
| 1995      | Sylvain Lavergne                                    | Jérôme Simon           | François Protin                 |
| 1996      | Stéphane Bénetière                                  | Patrice Bourgon        | Éric Giletto                    |
| 1997      | László Bodrogi                                      | Eddy Lamoureux         | Christophe Zolli                |
| 1998      | Stéphane Bénetière                                  | François Leclère       | Jérôme Gannat                   |
| 1999      | Éric Drubay                                         | Benoît Farama          | Romain Mary                     |
| 2000      | Romain Mary                                         | Paul Wilkes            | Julien Thollet                  |
| 2001      | Sébastien Guérard                                   | François Leclère       | Romain Mary                     |
| 2002      | Matthieu Sprick                                     | Christophe Gauthier    | Ludovic Collignon               |
| 2003      | Jérémie Dérangère                                   | Stéphane Auroux        | Klaus Mutschler                 |
| 2004      | Alexandre Grux                                      | Laurent Mangel         | Martial Locatelli               |
| 2005      | Julien Guiborel                                     | Benoît Geoffroy        | Jérémie Dérangère               |
| 2006      | Fabien Bacquet                                      | Jérémie Galland        | François Lamiraud               |
| 2007      | Alexandr Pliuschin                                  | Alexandre Grux         | Jérémie Dérangère               |
| 2008      | Jérémie Dérangère                                   | Thomas Girard          | Laurent Bourgeois               |
| 2009      | Benoît Drujon                                       | Morgan Kneisky         | Jérémie Dérangère               |
| 2010      | Olivier Grammaire                                   | Benoît Drujon          | Romain Delalot                  |
| 2011      | Émilien Viennet                                     | Mathieu Teychenne      | Mickaël Jeannin                 |
| 2012      | Yannis Yssaad                                       | Thomas Bouteille       | Romain Fondard                  |
| 2013      | Yohan Cauquil                                       | Polychrónis Tzortzákis | Melvin Rullière                 |
| 2014      | Benoît Drujon                                       | Fabian Lienhard        | Nicolas Lüthi                   |
| 2015      | Julien Tomasi                                       | Mathieu Fernandes      | Mathieu Pellegrin               |
| 2016      | Jan-André Freuler                                   | Matthieu Pellegrin     | Melvin Rullière                 |
| 2017      | Clément Carisey                                     | Simon Guglielmi        | Camille Chancrin                |
| 2018      | Aurélien Lionnet                                    | Jordan Levasseur       | Quentin Simon                   |
| 2019      | Eric Voigt                                          | Jaakko Hänninen        | Léo Bouvier                     |
| 2020      | Yannick Martinez                                    | Sten Van Gucht         | Sandy Dujardin                  |
| 2021      | Axel Zingle                                         | Antony Chamerat-Dumont | Joris Delbove                   |
| 2022      | Pierre Gautherat                                    | Justin Ducret          | Alexander Konijn                |
| 2023      | Matteo Constant                                     | Justin Ducret          | Mathias Sanlaville              |